# Plecoptera quaesita
Plecoptera quaesita är en fjärilsart som beskrevs av Swinhoe 1886. Plecoptera quaesita ingår i släktet Plecoptera och familjen nattflyn. Inga underarter finns listade i Catalogue of Life.